# Автошлях E004
Європейський маршрут E004 — європейський автомобільний маршрут категорії Б, що проходить через Казахстан і Узбекистан і з'єднує міста Кизилорда і Бухару.

## Маршрут
- Казахстан
  - E38, E123 Кизилорда
- Узбекистан
  - Учкудук
  - M6 Бухара